# Batalha de Saba (2012)
A Batalha de Saba de 2012 envolveu confrontos armados entre a tribo Tubu e as tribos árabes Abu Seif e Awlad Sulayman em Saba, uma cidade na região de Fezzan, Líbia. Aconteceu depois dos confrontos de fevereiro de 2012 em Cufra, que também envolveram os tubus. Issa Abdel Majit Monsur, chefe da tribo Tubu na Líbia, anunciou a reativação da Frente Tubu para Salvação da Líbia, um grupo de oposição que já estava ativo durante o governo de Muammar Gaddafi, e também anunciou a possibilidade de atividades separatistas.  Um cessar-fogo foi declarado, a partir de 1 de abril, quando a violência cessou. 

## Desenvolvimento
Após a queda de Muammar Gaddafi, os tubus, que participaram ativamente da Primeira Guerra Civil Líbia, encontram-se em posições-chave no sul da Líbia. Os representantes de Saba no Conselho Nacional de Transição são tubus. No entanto, os tubus representam apenas 10 a 15% dos 150.000 habitantes da cidade de Saba, por isso tensões surgem com as tribos árabes.
Em 26 de março, uma queixa foi apresentada por um tubu que teve seu veículo roubado. Uma reunião dos líderes milicianos é então organizada no antigo Palácio do Povo, mas a situação degenera entre os tubus e os árabes da tribo Ouled Suleiman. Um homem abre fogo e três tubus são mortos, incluindo um líder tribal, Ahmat Ely Galmai. A batalha torna-se generalizada. Os tubus são inicialmente repelidos e se retiram para o sul de Saba.
Durante os combates, Issa Abdelmajid Mansour anuncia a reativação da Frente Tubu para Salvação da Líbia e acusa o Conselho Nacional de Transição de apoiar as tribos árabes.  Os soldados do Exército Líbio - na verdade ex-rebeldes de Bengazi - são enviados ao local para pôr fim aos confrontos, mas ocupam apenas um posto de controle entre o aeroporto e o centro da cidade. Um cessar-fogo inicial é aceito pelas tribos em 28 de março, porém a violência continua no dia seguinte. 
Em 29 de março, os tubus retornam e lançam um ataque surpresa no meio da noite. Os combates reiniciam, mas a água começa a se esgotar. Os tubus culpam os árabes por destruírem a usina de energia de Saba que fornece água para Murzuque e Al Qatrun. Em 31 de março, os dois lados, exaustos, concluem uma trégua.
Segundo um médico da cidade, os combates de 26 e 27 de março deixaram 31 mortos e 123 feridos no lado árabe, enquanto Issa Abdelmajid Mansour, chefe dos tubus, relata a morte de 40 homens de sua tribo. Em 31 de março, o ministro da Saúde declarou que a violência deixou 147 mortos e 395 feridos de ambos os lados.